# اندی هوتینگ
اندی هوتینگ (هلندی: Andy Houting؛ زادهٔ ۱۹۰۳) دوچرخه‌سوار اهل کانادا است.